# Schreibpegel

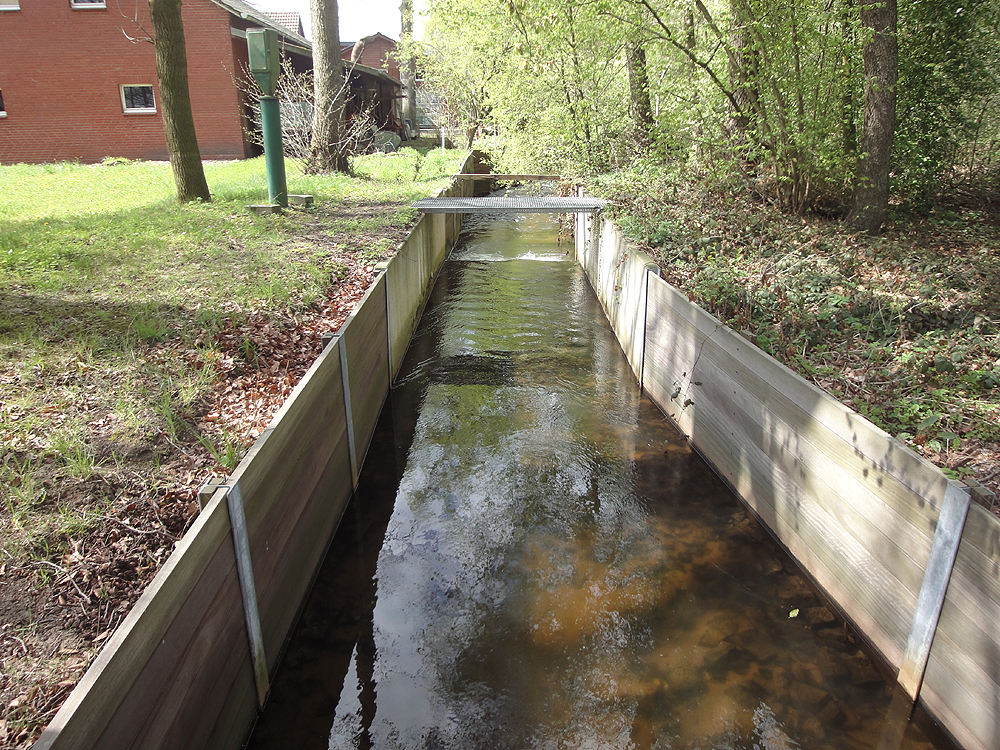
Messanlage mit Schreibpegel (links) am Ölbach bei Verl

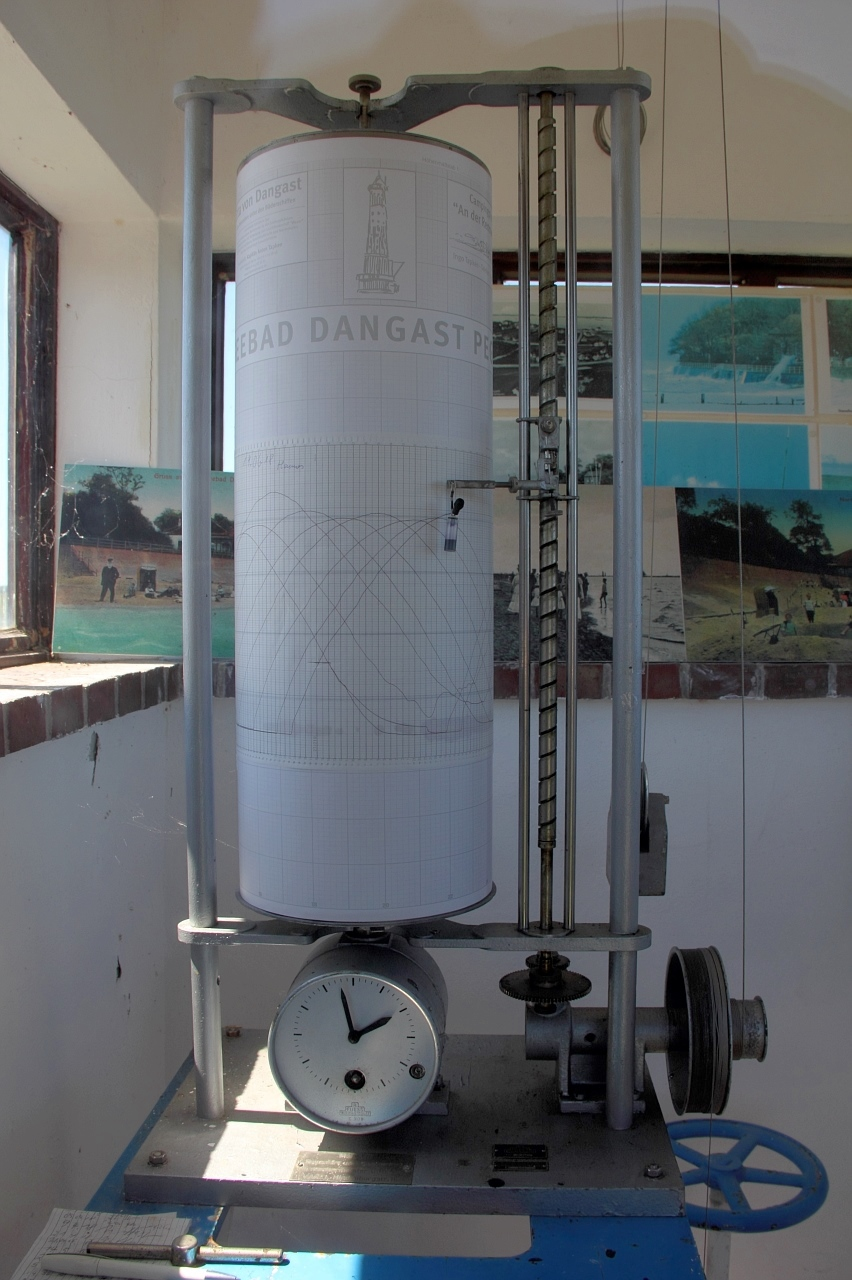
Schreibpegel im Pegelhaus Dangast am Jadebusen

Ein Schreibpegel (Limnograf) ist eine Messeinrichtung zur Bestimmung des Wasserstandes von Gewässern, in Behältern und des Grundwasserstandes im Boden. Im Gegensatz zu Lattenpegel zeichnen Schreibpegel den Pegelstand laufend auf.
Die erste Bauart des Schreibpegel besaß einen Schwimmer, der über einen Seilzug mit dem genau austarierten Gegengewicht verbunden war. Die Höhenänderungen des Schwimmers wurden mittels einer Zahnstange auf eine Schreibfeder übertragen, die den Pegelstand auf eine Registriertrommel übertrug, ähnlich wie beim Barographen. Die Aufzeichnung erfolgte zunächst mit Tinte, später auf dokumentensichererem Wachspapier.
Eine weiterentwickelte Bauart ist der Druckluft-Tauchpegel, bei dem der Wasserstand über eine U-förmige Messleitung in Form eines Dükers als Änderung des inneren Luftdrucks registriert wird. Die Daten können über eine dünne Druckleitung oder elektrisch zum sogenannten Fernpegel übertragen werden, der in einem günstig gelegenen Pegelhaus untergebracht wird.
Durch Schreibpegel werden die periodischen Ablesungen des Pegels erleichtert und verfeinert. Die permanente Registrierung erlaubt auch rasche grafische Darstellungen über längere Zeiträume und erleichtert damit z. B. die Ermittlung eines längerfristigen Mittelwassers.
Heutige Schreibpegel sind auf digitaler Basis vollautomatisiert und benötigen Inspektionen und Wartungen nur noch in großen Zeitabständen.